# 西組社長宅放火事件
西組社長宅放火事件（にしぐみしゃちょうたくほうかじけん）とは、1986年3月8日の夜間に新東京国際空港（現・成田国際空港）の関連事業である成田用水菱田工区の工事を請け負った西組建設の社長宅及び事務所が三里塚芝山連合空港反対同盟（北原派）を支援する革労協狭間派によって放火された事件である。

## 概要
8日午後8時半頃、茨城県岩井市にある西組建設の社長宅兼事務所にワゴン車からおりた黒ヘルメットの男らが火炎瓶20本を投げつけ逃走した。社長宅兼事務所は全焼し、隣接する事務所にも延焼した。この火災で同社社長の父と祖母が逃げる際に手足などに2,3週間の怪我を負った。
革労協狭間派が後日犯行声明を出した。
同社は2月9日未明にも従業員宿舎前に駐車していたトラックやワゴン車等4台が革労協により放火されており、2月20日に工事現場で革労協のワゴン車と出くわした同社社長が木製ハンマーでガラスを割ったうえ、運転していた男を平手打ちしている。事件はこのことに対する報復と見られる。